# Орденът (филм, 2001)
„Орденът“ (на английски: The Order)

## Сюжет
Внимание:  Текстът по-долу разкрива сюжета на произведението (или части от него)!
През 1099 г., по време на кръстоносните походи през 11 век, християнските войници пристигат в Йерусалим и избиват местното население.
Християнският войник Чарлс Ле Вайънт (Жан-Клод Ван Дам) е отвратен от ужасите на войната и решава да създаде нов религиозен орден. Този нов орден събира заедно хора от трите основни религии в региона: християни, евреи и мюсюлмани.
Като лидер и месия, Чарлс написва светите заповеди на ордена. Кръстоносците обявяват Чарлс за еретик и го преследват и нападат. Тогава е загубена и последната част от текста в пустинята.
В настоящи дни в Израел няколко последователи продължават да практикуват и проповядват. Но последовател на име Кирус (Брайън Томпсън) има различно разбиране за целите на ордерна.
В настоящето Руди Кафмайер (Жан-Клод Ван Дам) е крадец и контрабандист на ценни исторически предмети. Руди успява да влезе в силно охранявана сграда и да открадне едно от яйцата на Фаберже. Естествено алармата се задейства и той трябва да се спасява с бой.
Въпреки кражбите, Руди не е лош човек. Той открадва ценния предмет от колекцията на влиятелен руски мафиот. Руди всъщност е добър и обичан син, готов на всичко за баща си Оскар „Ози“ Кафмайер (Върнън Добчеф).
Ози, археолог и музеен уредник, открива текстовете загубени по време на кръстоносните походи. Текстовете ясно говорят за междурелигиозната хармония.
В тези текстове (свитъци) има и древна карта на Йерусалим, която води до мястото на митично еврейско съкровище. Ози отива в Израел, където е отвлечен от Кирус.
Руди чува за отвличането докато говори с Ози по телефона и тръгва към Йерусалим да го спасява. Колегата на Оскар, професор Уолт Финли (Чалтън Хестън), дава на Руди ключ от сейф в източен Йерусалим преди да бъде прострелян от неизвестни нападатели.
Шефът на израелската полиция, Бен Нер (Бен Крос), посреща пристигането на Руди с враждебност и предприема мерки да го депортира, но полицейският лейтенант Далия Бар (София Милош) рискува кариерата си, за да помогне на Руди – тя е била последовател на ордена, но е напуснала, когато е била на 18 години.
Междувременно, Кирус убива водача на ордена, Пиер Гаудет, и се опитва да разпали последователите му.
Руди отваря сейфа и открива карта, която показва последователност от тунели и стаята със съкровището под Йерусалим. Бен Нер, който е в комбина с Кирус, иска само съкровището, към което водят тунелите, но Кирус иска да сложи бомба по време на празника Рамадан и да противопостави израелците срещу палестинците.
Далия и Руди преминават през манастира на ордена, освобождават Ози и предотвратяват избухването на бомбата.

## Приходи
В Испания филмът е гледан от над 100 000 души с общи приходи от почти 600 000 евро. В Мексико се представя също добре и бележи над $560 000. Въпреки че не е показван в кината в САЩ, филмът се представя добре при отдаването под наем и бележи над $18 милиона . Орденът е издаден и на видео и DVD във Великобритания.